# Fosfolipid
Fosfolipíd je molekula, predstavnik polarnih maščob. Te so po zgradbi podobne trigliceridom ali pravim maščobam. Sestavljena je iz štirih sestavin: na alkoholu (pri fosfogliceridih je to glicerol, pri sfingomielinu pa sfingozin) sta zaestrena dva radikala maščobnih kislin, na tretjem mestu pa je zaestrena fosforjeva kislina, nanjo pa je vezan še drugi alkohol. Fosfolipidi so skupaj z glikolipidi in holesterolom poglavitni gradniki celičnih membran in sestavljajo lipidno dvojno plast.

## Fosfogliceridi
Glavni članek: Glicerofosfolipid
Pri fosfogliceridih ali glicerofosfolipidih je karboksilna skupina vsake od dveh maščobnih kislin zaestrena na prvi in drugi ogljikov atom v glicerolu, na tretji ogljikov atom pa je zaestrena fosfatna skupina.